# Prionotus ophryas
Prionotus ophryas és una espècie de peix pertanyent a la família dels tríglids.

## Descripció
- Fa 27 cm de llargària màxima (normalment, en fa 22,5) i 275 g de pes.
- Aleta caudal amb 3 franges verticals fosques.
- Té un filament llarg a la fossa nasal i tentacles carnosos damunt dels ulls.[4][5][6]

## Hàbitat
És un peix marí, associat als esculls de corall i de clima subtropical (37°N-9°N) que viu entre 1-171 m de fondària.

## Distribució geogràfica
Es troba a l'Atlàntic occidental: des de Carolina del Nord fins a Veneçuela, incloent-hi les Bahames, el Golf de Mèxic i les Antilles.

## Observacions
És inofensiu per als humans.